# Jardín de Aclimatación de Barcelona
El jardín de Aclimatación de Barcelona se encuentra en la montaña de Montjuïc, en el distrito de Sants-Montjuic de Barcelona. Se halla ubicado entre el Estadio Olímpico y las Piscinas Bernat Picornell, y fue creado en 1930 por Nicolau Maria Rubió i Tudurí.

## Historia

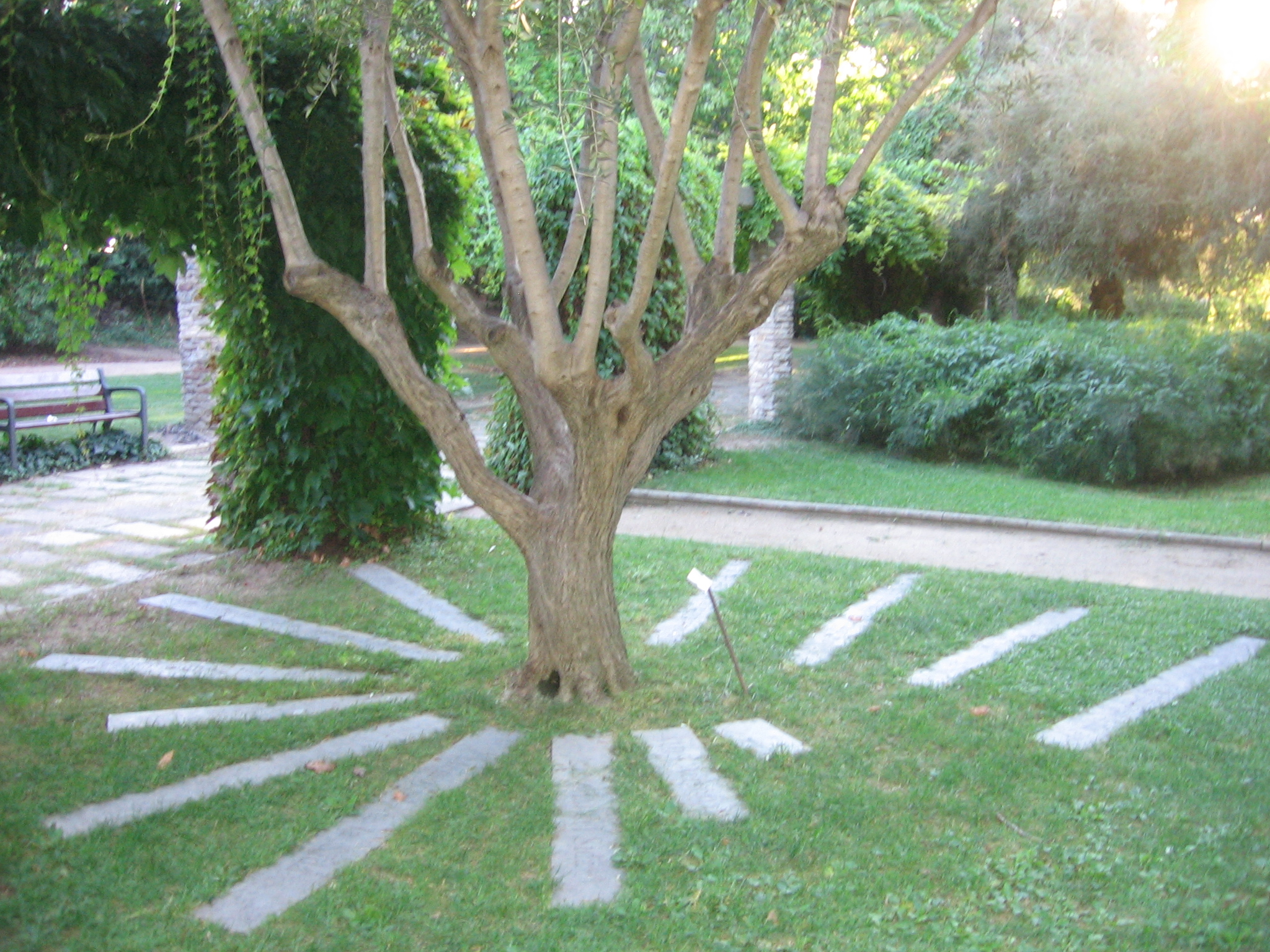
Memorial del sida.

El jardín fue creado por Rubió i Tudurí, director de Parques y Jardines de Barcelona entre 1917 y 1937, al año siguiente de la Exposición Internacional de Barcelona de 1929, en el terreno donde se habían situado los pabellones de Italia y Suecia. Su objetivo era el de crear una zona de especial protección para la aclimatación de especies foráneas. El núcleo principal fueron especies de los cinco continentes que se trajeron para la exposición, y que luego se fueron ampliando hasta 1937, fecha en que la Guerra Civil interrumpió los trabajos. Posteriormente, en 1945, un nuevo director de los jardines públicos de Barcelona, Lluís Riudor, junto con el botánico Joan Pañella, retomaron los trabajos de plantación, que se prolongaron hasta los años 1980.

## Descripción
Este jardín alberga alrededor de 230 especies de plantas, algunas de ellas únicas o de escasa presencia en la ciudad condal. Situado en el área que fue epicentro de los Juegos Olímpicos de 1992, se halla cercado por una verja de hierro. El jardín se estructura en parterres, donde destacan algunos árboles de gran tamaño. Su superficie está dividida en dos niveles, unidos por escaleras de piedra, y junto a los parterres se encuentran una serie de pérgolas con enredaderas, comunicadas por caminos de sablón. 
En este jardín se encuentra el Memorial del Sida, inaugurado en 2003 con un diseño de Patrizia Falcone con la colaboración del jardinero Lluís Abad, una iniciativa de la ONG Projecte dels Noms, que tiene por objetivo sensibilizar y concienciar a la gente sobre la enfermedad del sida. El monumento está conformado por un parterre con losas alargadas de piedra sobre el que se yergue un olivo, símbolo de la paz, y contiene en su parte interior un poema de Miquel Martí i Pol.

## Vegetación

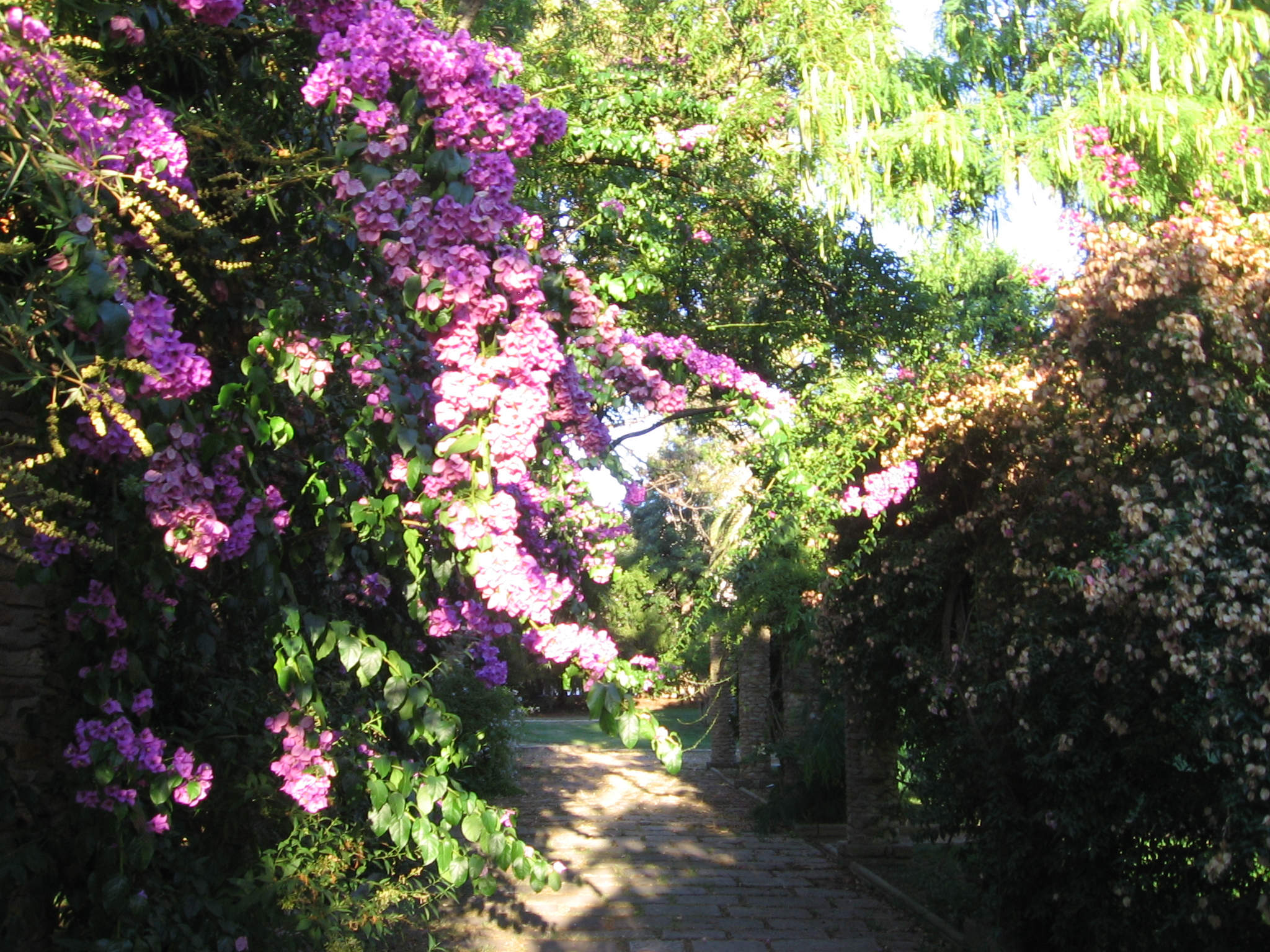
Un rincón del jardín.

Entre las especies del jardín destacan especialmente: jabonero de la China (Koelreuteria paniculata), jinjolero (Ziziphus jujuba), acacia blanca (Albizia procera), árbol del azafrán (Elaeodendron croceum), mirto sauce (Agonis flexuosa), palo blanco (Ealeodendron capense), árbol del coral (Erytrina cristagalli), aromo criollo (Acacia caven), árbol de cera del Japón (Toxicodendron succedaneum), sófora Dot (Styphonolobium japonicum), pitosporo llorón (Pittosporum angustifolium), ciruelo de Natal (Carissa macrocarpa), eucalipto (Eucalyptus gomphocephala), pino de Creta (Pinus brutia), madreselva gigante (Lonicera hildebrandiana), amapola mexicana (Romneya coulteri), etc.